# Actias philippinica
Actias philippinica es una especie de lepidóptero ditrisio de la familia Saturniidae. Se encuentra en Filipinas. Es muy similar en apariencia a Actias isis.

## Subespecies
- Actias philippinica philippinica Nässig & Treadaway, 1997 (Filipinas: Luzón)
- Actias philippinica bulosa Nässig & Treadaway, 1997 (Filipinas: Palawan)